# Lepidiolamprologus boulengeri
Lepidiolamprologus boulengeri là một loài cá thuộc họ Cichlidae. Nó là loài đặc hữu của phần phía bắc của hồ Tanganyika, nơi nó được tìm thấy trong các vùng nước của Burundi và Tanzania.